# الخادمة (عبس)

تعديل مصدري - تعديل

الخادمة هي إحدى قرى عزلة بني حسن بمديرية عبس التابعة لمحافظة حجة، بلغ تعداد سكانها 640 نسمة حسب تعداد اليمن لعام 2004.